# (10069) Fontenelle
(10069) Fontenelle es un asteroide perteneciente al cinturón de asteroides descubierto por Eric Walter Elst desde el Observatorio de La Silla, Chile, el 4 de febrero de 1989.

## Designación y nombre
Fontenelle se designó al principio como 1989 CW2.
Más tarde, en 1999, fue nombrado en honor del escritor y filósofo francés, Bernard Le Bovier de Fontenelle (1657-1757).

## Características orbitales
Fontenelle orbita a una distancia media de 3,005 ua del Sol, pudiendo alejarse hasta 3,181 ua y acercarse hasta 2,829 ua. Tiene una inclinación orbital de 9,014 grados y una excentricidad de 0,0586. Emplea 1902 días en completar una órbita alrededor del Sol. El movimiento de Fontenelle sobre el fondo estelar es de 0,1892 grados por día.

## Características físicas
La magnitud absoluta de Fontenelle es 12,2.